# تپه خاراربالار
تپه خاراربالار مربوط به سده‌های میانه دوران‌های تاریخی پس از اسلام است و در شهرستان مراغه، بخش سراجو، دهستان سراجوی شرقی، ۱ کیلومتری روستای گلی کند واقع شده و این اثر در تاریخ ۱۸ اسفند ۱۳۸۷ با شمارهٔ ثبت ۲۵۲۰۸ به‌عنوان یکی از آثار ملی ایران به ثبت رسیده است.